# Martha Pelloni
Martha Amelia Pelloni (Buenos Aires; 23 de febrero de 1941) es una profesora, rectora y religiosa argentina de la Congregación de Carmelitas Misioneras Teresianas.

## Vida
Hija de un oficial del Ejército Argentino del servicio de veterinaria,la hermana Martha Pelloni perteneció a una familia con tres hermanos. Tomó los hábitos en 1965 ingresando a la orden de las Carmelitas Misioneras Teresianas.
Se recibió en 1968 de Licenciada en Filosofía y Letras y en Ciencias de la Educación por la Universidad de Cuyo. Martha Pelloni era en 1990 rectora del Colegio del Carmen y San José, en Catamarca, donde una de sus alumnas María Soledad Morales fue asesinada en la madrugada del 9 de septiembre de 1990. Ese año Pelloni organizó una marcha del silencio en Catamarca, con el objetivo de avanzar en el esclarecimiento y juicio de los responsables del crimen de María Soledad.
La religiosa ha creado también la Fundación Santa Teresa, entidad destinada a ayudar y capacitar al campesinado. En 2008 creó la Red Infancia Robada, una organización no gubernamental compuesta por más de 35 foros sociales argentinos.
Ha participado del Congreso Antimafia.

## Premios
- 2013, Premio Internacional “Navarra” a la Solidaridad, Navarra, España.[7][8][9]